# Campeonato Mundial de Patinagem de Velocidade no Gelo de 2003
O Campeonato Mundial de Patinagem de Velocidade no Gelo de 2003 foi realizado em Gotemburgo na pista coberta de patinagem no gelo de Ruddalen.

| Países participantes                 | Países participantes                      | Países participantes                       |
| ------------------------------------ | ----------------------------------------- | ------------------------------------------ |
| Áustria · Canadá · Alemanha · Itália | Japão · Países Baixos · Noruega · Polónia | Roménia · Rússia · Suécia · Estados Unidos |

## Medalhas
| Evento | Ouro           | Prata | Bronze | Total |    |
| 1      | Países Baixos  | 4     | 4      | 2     | 10 |
| 2      | Canadá         | 2     | 2      | 4     | 8  |
| 3      | Alemanha       | 1     | 3      | 1     | 5  |
| 4      | Rússia         | 1     | 1      | 0     | 2  |
| 5      | Japão          | 1     | 0      | 1     | 2  |
| 6      | Estados Unidos | 1     | 0      | 0     | 1  |
| 7      | Noruega        | 0     | 0      | 2     | 2  |
|        | TOTAL          | 10    | 10     | 10    | 30 |